# Sir Duke
〈Sir Duke〉는 스티비 원더가 1976년 음반 《Songs in the Key of Life》에서 작곡하고 공연한 곡이다. 1977년 싱글로 발매된 이 곡은 미국 빌보드 핫 100과 블랙 싱글 차트에서 정상을 차지했으며, 영국 싱글 차트 2위에 올라 당시 그의 공동 최다 히트곡이었다.
이 곡은 1974년 사망한 영향력 있는 재즈의 전설 듀크 엘링턴을 기리기 위해 작곡되었다. 가사는 또한 카운트 베이시, 글렌 밀러, 루이 암스트롱, 엘라 피츠제럴드를 가리킨다.

## 인증
| 국가                               | 인증 | 판매량/출하량 |
| ---------------------------------- | ---- | ------------- |
| 영국 (BPI)                         | 골드 | 400,000       |
| 판매량+스트리밍을 기반으로 한 인증 |      |               |